# Lista krążowników liniowych Royal Navy
Royal Navy, brytyjska marynarka wojenna, jako pierwsza wprowadziła do służby okręty nowej klasy: krążowniki liniowe. Ich powstanie było dziełem Pierwszego Lorda Morskiego Admiralicji, admirała Johna Fishera, który dla spełnienia swych koncepcji chciał pozyskać okręt dorównujący uzbrojeniem ówczesnym pancernikom, ale znacznie szybszy, chociaż słabiej opancerzony. Stępki trzech pierwszych krążowników liniowych – okrętów typu Invincible – zostały położone, gdy „Dreadnought” był jeszcze w budowie, w 1906.
Założenia projektu najlepiej sprawdziły się w akcjach, w których krążowniki liniowe mogły użyć atutu swojej prędkości w starciu z wolniejszymi i słabiej uzbrojonymi jednostkami. Najlepszym przykładem jest bitwa koło Wysp Falklandzkich, gdzie „Invincible” i „Inflexible” zatopiły niemieckie krążowniki pancerne „Sharnhorst” i „Gneisenau”, prawie bez uszkodzeń po swojej stronie, pomimo wielu trafień osiągniętych przez niemieckie okręty. Mniejsze powodzenie przyniosły działania brytyjskich krążowników liniowych w starciach z równorzędnymi okrętami, czego przykładem może być utrata „Indefatigable”, „Queen Mary” i „Invincible” w czasie bitwy jutlandzkiej w 1916. Wszystkie trzy jednostki zostały zatopione przez ciężej opancerzone niemieckie krążowniki liniowe.
Spośród krążowników liniowych zbudowanych w Wielkiej Brytanii przed I wojną światową, jednostki typów Invincible i Indefatigable miały pancerz burtowy maksymalnej grubości 152 mm, były uzbrojone w osiem dział kal. 305 mm i rozwijały prędkość do 25 węzłów. Kolejne okręty – typu Lion oraz pojedynczy „Tiger” – miały pancerz burtowy grubości do 229 mm, po osiem dział kal. 343 mm i osiągały 28 węzłów. Już w czasie I wojny światowej podjęto budowę jednostek typów Renown oraz Courageous, których projekty zostały przygotowane po powtórnym objęciu przez admirała Fishera stanowiska Pierwszego Lorda Morskiego. Każdy z tych typów był w swoim czasie najszybszym wielkim okrętem (ang. capital ship) na świecie i był uzbrojony w cztery lub sześć dział kal. 381 mm. Jednak parametry te osiągnięto kosztem cieńszego pancerza. Stępkę pod HMS „Hood” położono w czasie I wojny światowej, ale jego projekt został znacząco zmieniony, a opancerzenie poprawione na podstawie doświadczenia zdobytego w czasie bitwy jutlandzkiej. Do służby został wprowadzony już po zakończeniu, jako jedyna zbudowana z czterech planowanych jednostek typu Admiral.
W dwudziestoleciu międzywojennym Wielka Brytania planowała budowę okrętów typu G3, które miałyby uzbrojenie i opancerzenie porównywalne z ówczesnymi pancernikami, a ich klasyfikacja jako krążowników liniowych wynikała z porównania parametrów z ciężej opancerzonymi i wolniejszymi pancernikami, których budowę planowano. Pracę nad tym projektem anulowano, gdyż okręty nie mieściły się w limitach tonażowych narzuconych przez traktat waszyngtoński. Z pierwszych dziesięciu zbudowanych krążowników liniowych jedynie „Tiger” został zachowany w służbie po konferencji waszyngtońskiej i dotrwał do lat 30. XX wieku. Trzy jednostki typu Courageous zostały w latach 20. poddane przebudowie na lotniskowce i jedynie „Renown”, „Repulse” oraz „Hood” – wszystkie poddane modyfikacjom w okresie międzywojennym – służyły jako krążowniki liniowe podczas II wojny światowej. „Hood” został zatopiony podczas bitwy w Cieśninie Duńskiej w 1941, „Repulse” przez japońskie samoloty pod Kuantanem w 1941, jedynie „Renown” przetrwał wojnę i został zezłomowany w 1948.

## Legenda
| Artyleria główna  | Liczba i typ dział artylerii głównej                                  |
| Opancerzenie      | Grubość maksymalna pasa pancernego na wysokości linii wodnej          |
| Wyporność         | Wyporność pełna jednostki wyrażona w tonach angielskich (ts)          |
| Napęd             | Liczba śrub napędowych, typ napędu oraz prędkość maksymalna w węzłach |
| Służba            | Daty rozpoczęcia prac, ukończenia jednostki oraz jej losów            |
| Położenie stępki  | Data położenia stępki                                                 |
| Wejście do służby | Data wejścia do służby                                                |

## TypInvincible

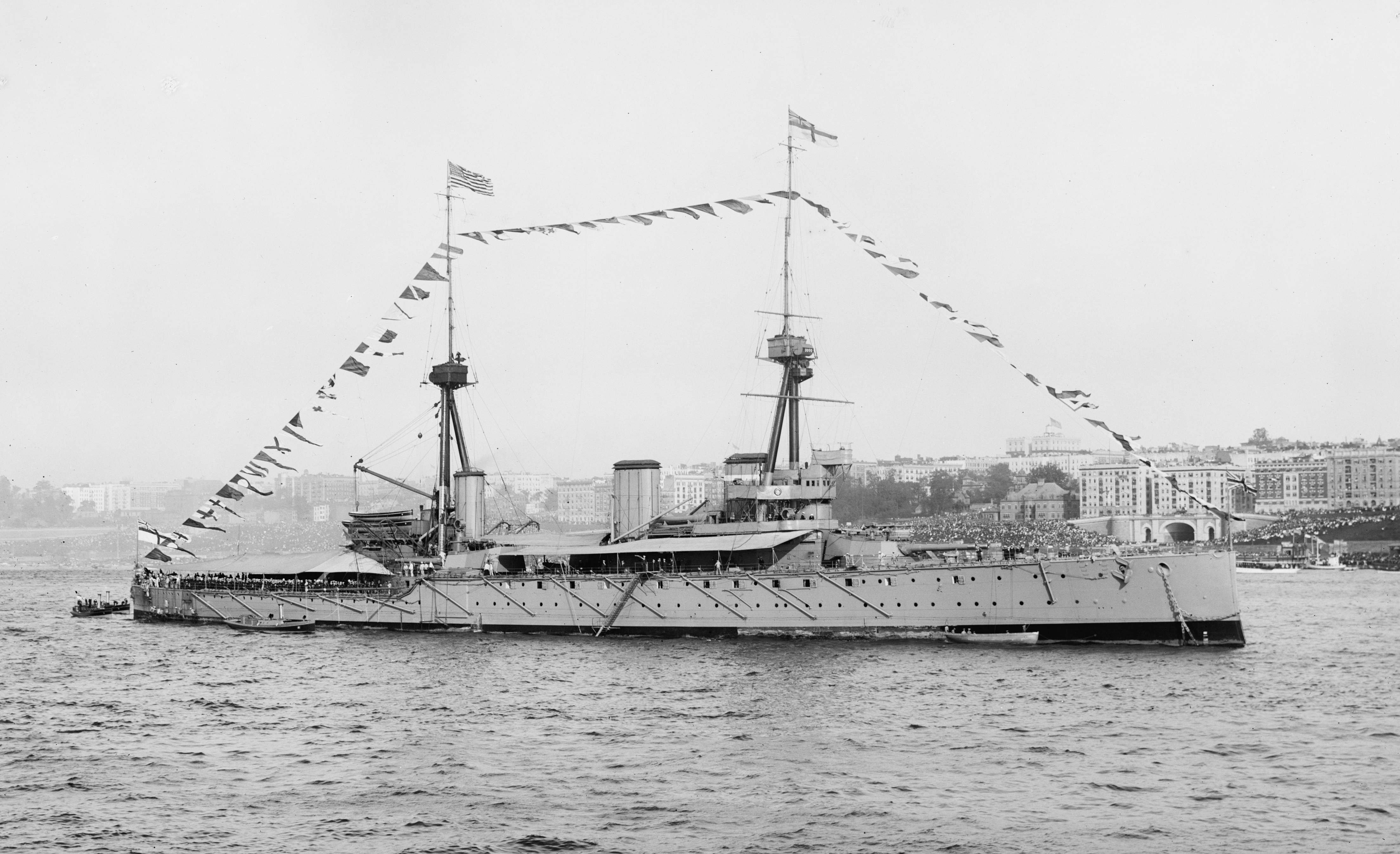
HMS „Inflexible” około 1909

Okręty typu Invincible były pierwszymi krążownikami liniowymi na świecie. Ich projekt był zbliżony koncepcyjnie do konstrukcji pancernika „Dreadnought”, z jedną wieżą artyleryjską mniej oraz znacznie zmniejszonym opancerzeniem dla uzyskania prędkości maksymalnej większej o cztery węzły. Na początku I wojny światowej „Inflexible” i „Indomitable” uczestniczyły w nieudanym pościgu za niemieckimi okrętami na Morzu Śródziemnym. „Inflexible” został wkrótce odwołany na Wyspy Brytyjskie, a „Indomitable” pozostał w rejonie Dardaneli, by blokować niemieckie okręty przez resztę 1914. Pod koniec 1914 „Invincible” i „Inflexible” zostały wysłane na południowy Atlantyk, w poszukiwaniu niemieckiej Eskadry Wschodnioazjatyckiej, odnosząc zwycięstwo w bitwie koło Falklandów. „Indomitable” uczestniczył w bitwie na Dogger Bank na początku 1915, podczas gdy „Inflexible” został ciężko uszkodzony w czasie początkowych etapów kampanii w Dardanelach. Okręty tego typu sformowały 3 Eskadrę Krążowników Liniowych, biorąc udział w bitwie jutlandzkiej, w czasie której „Invincible” został zniszczony po eksplozji magazynów amunicji. Dwa ocalałe okręty spędziły resztę wojny prowadząc patrole na Morzu Północnym. Wycofano je do rezerwy na początku 1919 i sprzedano na złom 1 grudnia 1921.
| Nazwa             | Artyleria główna | Opancerzenie | Wyporność | Napęd                              | Służba           | Służba               | Służba                                         |
| Nazwa             | Artyleria główna | Opancerzenie | Wyporność | Napęd                              | Położenie stępki | Wejście do służby    | Losy                                           |
| ----------------- | ---------------- | ------------ | --------- | ---------------------------------- | ---------------- | -------------------- | ---------------------------------------------- |
| HMS „Invincible”  | 8 × 305 mm       | 152 mm       | 20 420 ts | 4 śruby, turbiny parowe, 25 węzłów | 2 kwietnia 1906  | 20 marca 1909        | eksplodował w czasie bitwy jutlandzkiej w 1916 |
| HMS „Inflexible”  | 8 × 305 mm       | 152 mm       | 20 420 ts | 4 śruby, turbiny parowe, 25 węzłów | 5 lutego 1906    | 20 października 1908 | sprzedane na złom 1 grudnia 1921               |
| HMS „Indomitable” | 8 × 305 mm       | 152 mm       | 20 420 ts | 4 śruby, turbiny parowe, 25 węzłów | 1 marca 1906     | 20 czerwca 1908      | sprzedane na złom 1 grudnia 1921               |

## TypIndefatigable

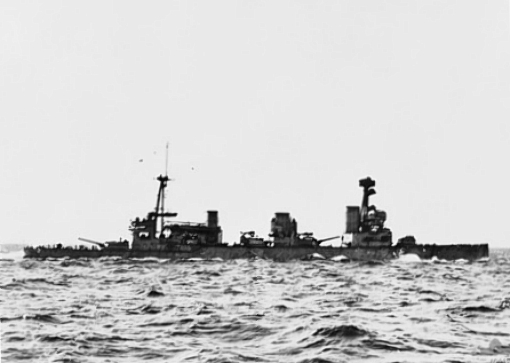
HMAS „Australia” lub HMS „New Zealand” około 1918 z samolotem przenoszonym nad wieżami na śródokręciu

Projekt jednostek typu Indefatigable stanowił modyfikację poprzedniego typu, z wydłużonym kadłubem i nieznacznie zwiększoną wypornością, co poprawiło nieco własności żeglugowe i pozwoliło na zwiększenie kątów ostrzału wież artyleryjskich na śródokręciu. Podobnie jak krążowniki typu Invincible, także ten typ był odpowiednikiem budowanych równolegle drednotów typu  Neptune, z jedną mniej wieżą artylerii głównej i znacznie słabszym opancerzeniem, ale szybszym o około cztery węzły. Początkowo w budżecie Royal Navy ujęto budowę jedynie „Indefatigable”, „New Zealand” i „Australia” powstały w ramach programu wzmocnienia floty brytyjskich dominiów. Pierwszy wszedł bezpośrednio w skład Royal Navy, drugi został okrętem flagowym niedawno utworzonej Royal Australian Navy.
W początkowym okresie I wojny światowej każda z należących do Royal Navy jednostek typu Indefatigable służyła na innym akwenie: „Indefatigable” na Morzu Śródziemnym, gdzie uczestniczył w pościgu za niemieckimi krążownikami oraz w pierwszych działaniach przeciwko Turcji, zaś „New Zealand” na Morzu Północnym, biorąc udział w bitwie koło Helgolandu, pościgu za niemieckimi okrętami po zbombardowaniu Scarborough, Hartlepool i Whitby oraz bitwie na Dogger Bank. „Indefatigable” i „New Zealand” walczyły w składzie Grand Fleet w bitwie jutlandzkiej w 1916. Dla pierwszego z krążowników skończyła się ona tragicznie: trafiony w komory amunicyjne celnymi pociskami artylerii niemieckiego „Von der Tann” eksplodował i natychmiast zatonął wraz z niemal całą załogą. „New Zealand” przetrwał w linii do zakończenia wojny, po czym, w wyniku ustaleń traktatu waszyngtońskiego został wycofany i sprzedany na złom w 1922.
| Nazwa               | Artyleria główna | Opancerzenie | Wyporność | Napęd                              | Służba           | Służba            | Służba                                         |
| Nazwa               | Artyleria główna | Opancerzenie | Wyporność | Napęd                              | Położenie stępki | Wejście do służby | Losy                                           |
| ------------------- | ---------------- | ------------ | --------- | ---------------------------------- | ---------------- | ----------------- | ---------------------------------------------- |
| HMS „Indefatigable” | 8 × 305 mm       | 152 mm       | 22 080 ts | 4 śruby, turbiny parowe, 25 węzłów | 23 lutego 1909   | 24 lutego 1911    | eksplodował w czasie bitwy jutlandzkiej w 1916 |
| HMS „New Zealand”   | 8 × 305 mm       | 152 mm       | 22 110 ts | 4 śruby, turbiny parowe, 25 węzłów | 20 czerwca 1910  | 19 listopada 1912 | sprzedany na złom 19 grudnia 1922              |

## TypLion

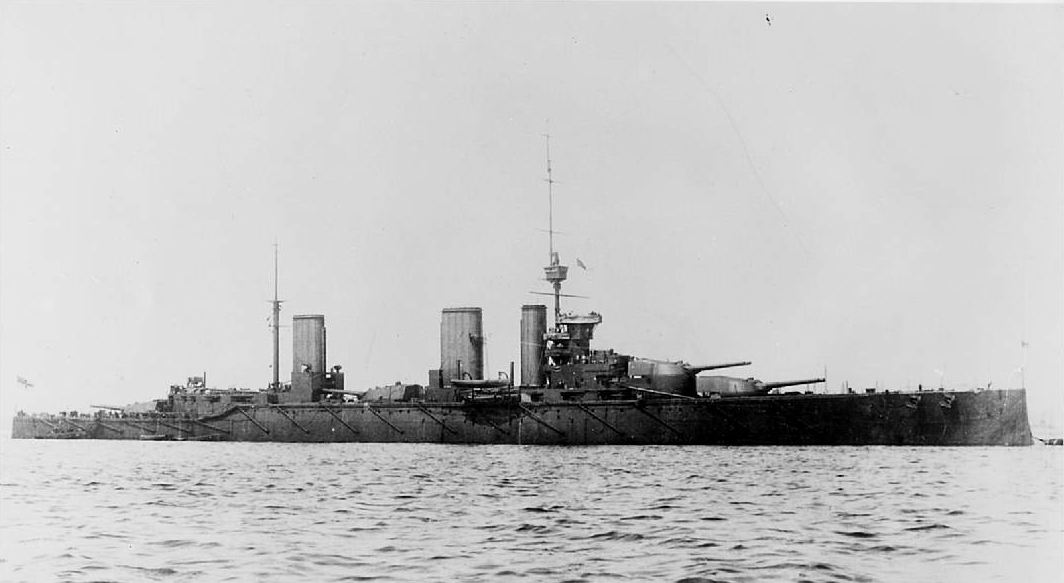
HMS „Lion” w 1915

Okręty typu Lion, wraz ze zbudowanym według zbliżonego projektu „Tigerem” zostały obdarzone popularnym przydomkiem Splendid Cats („Wspaniałe koty”). Były one znacznie zmodyfikowane w porównaniu do wcześniejszych dwóch typów krążowników liniowych Royal Navy: miały o dwa węzły większą prędkość maksymalną, artylerię główną kal. 343 mm i znacznie poprawione opancerzenie. Te ulepszenia zostały wprowadzone w odpowiedzi na budowę niemieckich krążowników liniowych typu Moltke, które pod względem uzbrojenia i opancerzenia przewyższały brytyjskie krążowniki liniowe pierwszej generacji. Projekt trzeciej jednostki typu Lion został poddany modyfikacjom na wzór budowanych równolegle pancerników typu King George V. Miał nieco większą wyporność, około metr dłuższy i 16 cm szerszy kadłub, większą o 5000 shp moc siłowni, nową wersję armat artylerii głównej, poprawiony układ opancerzenia oraz drobne zmiany w wyglądzie. Powoduje to wyodrębnianie przez niektórych autorów „Queen Mary” w odrębny typ okrętu.
„Lion” pełnił w czasie I wojny światowej funkcję jednostki flagowej krążowników liniowych Grand Fleet. Uczestniczył w bitwie koło Helgolandu w 1914 i bitwie na Dogger Bank w 1915 roku. W tej ostatniej otrzymał 16 trafień niemieckimi pociskami, odnosząc poważne uszkodzenia. Był okrętem flagowym wiceadmirała Beatty’ego w bitwie jutlandzkiej, był wielokrotnie trafiony, między innymi w wieżę artyleryjską „Q”, której komory amunicyjne musiały zostać zalane wodą, aby zapobiec eksplozji ładunków. Powrócił do służby czasowo pozbawiony zniszczonej wieży artyleryjskiej, którą zainstalowano dopiero we wrześniu 1916. Odstawiony do rezerwy w 1920, został w wyniku ustaleń traktatu waszyngtońskiego przeznaczony do zezłomowania i sprzedany w 1924.
„Princess Royal” brała udział w bitwie koło Helgolandu, a następnie działała na Atlantyku w osłonie konwojów i poszukiwaniu okrętów Niemieckiej Eskadry Wschodnioazjatyckiej admirała von Spee. Po powrocie do Grand Fleet uczestniczyła w bitwie na Dogger Bank, a wkrótce została okrętem flagowym dowódcy 1 Eskadry Krążowników Liniowych, kontradmirała Osmonda de Beauvoir Brocka, w tym charakterze biorąc udział w bitwie jutlandzkiej, gdzie odniosła uszkodzenia. W wyniku traktatu waszyngtońskiego została wycofana i sprzedana na złom w końcu 1922 roku. „Queen Mary” weszła do służby jako ostatni brytyjski krążownik liniowy ukończony przed wybuchem I wojny światowej. Jej służba przebiegała podobnie jak półsiostrzanych jednostek: brała udział w bitwach koło Helgolandu, na Dogger Bank i jutlandzkiej. W tej ostatniej toczyła pojedynek ogniowy z niemieckimi krążownikami liniowymi „Seydlitz” i „Derfflinger”. Trafiona w rejon komór amunicyjnych, zatonęła wskutek eksplozji. 
| Nazwa                | Artyleria główna | Opancerzenie | Wyporność | Napęd                              | Służba            | Służba            | Służba                                     |
| Nazwa                | Artyleria główna | Opancerzenie | Wyporność | Napęd                              | Położenie stępki  | Wejście do służby | Losy                                       |
| -------------------- | ---------------- | ------------ | --------- | ---------------------------------- | ----------------- | ----------------- | ------------------------------------------ |
| HMS „Lion”           | 8 × 343 mm       | 229 mm       | 31 244 ts | 4 śruby, turbiny parowe, 28 węzłów | 29 listopada 1909 | 4 czerwca 1912    | sprzedany na złom 31 stycznia 1924         |
| HMS „Princess Royal” | 8 × 343 mm       | 229 mm       | 31 244 ts | 4 śruby, turbiny parowe, 28 węzłów | 2 maja 1910       | 14 listopada 1912 | złomowanie rozpoczęto 13 sierpnia 1923     |
| HMS „Queen Mary”     | 8 × 343 mm       | 229 mm       | 31 844 ts | 4 śruby, turbiny parowe, 28 węzłów | 6 marca 1911      | 4 września 1913   | zatonął w czasie bitwy jutlandzkiej w 1916 |

## HMS „Tiger”

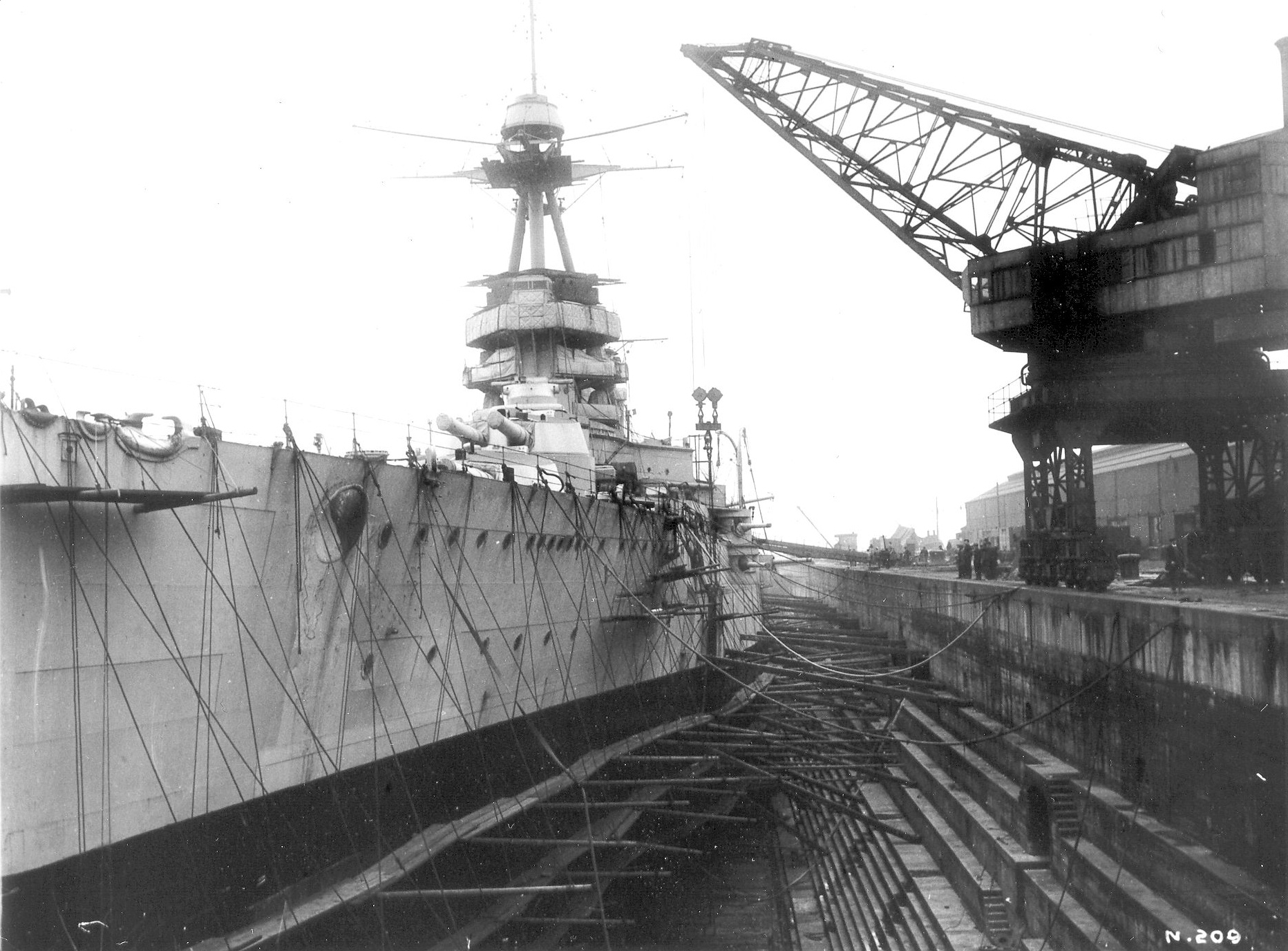
HMS „Tiger” w suchym doku około 1916–1917 roku

„Tiger” był ostatnim brytyjskim krążownikiem liniowym, którego budowę rozpoczęto przed wybuchem I wojny światowej, do służby wszedł już w trakcie działań wojennych. W porównaniu z poprzednikami miał zwiększone możliwości bojowe, był lepiej uzbrojony i opancerzony oraz wyposażony w dostępne wówczas nowinki techniczne. Wraz z okrętami typu Lion tworzył 1 Eskadrę Krążowników Liniowych. Uczestniczył w bitwach na Dogger Bank i jutlandzkiej, w obu odnosząc uszkodzenia. Pozostałą część wojny, jak reszta Grand Fleet, spędził na patrolowaniu Morza Północnego. W czasie II bitwy koło Helgolandu w 1917 wchodził w skład zespołu dalekiej osłony, bez kontaktu bojowego z przeciwnikiem.
Był najstarszym krążownikiem liniowym pozostałym w służbie Royal Navy po wprowadzeniu ograniczeń traktatu waszyngtońskiego w 1922. W 1924 został przeklasyfikowany na artyleryjski okręt szkolny, w latach 1929–1931 pełnił rolę okrętu flagowego Eskadry Krążowników Liniowych dla zastąpienia poddawanego modernizacji „Hooda”. Zgodnie z postanowieniami traktatu londyńskiego z 1930, został wycofany z linii i sprzedany na złom w 1932.
| Nazwa       | Artyleria główna | Opancerzenie | Wyporność | Napęd                              | Służba           | Służba              | Służba                         |
| Nazwa       | Artyleria główna | Opancerzenie | Wyporność | Napęd                              | Położenie stępki | Wejście do służby   | Losy                           |
| ----------- | ---------------- | ------------ | --------- | ---------------------------------- | ---------------- | ------------------- | ------------------------------ |
| HMS „Tiger” | 8 × 343 mm       | 229 mm       | 33 260 ts | 4 śruby, turbiny parowe, 28 węzłów | 6 czerwca 1912   | 3 października 1914 | sprzedany na złom w lutym 1932 |

## TypRenown

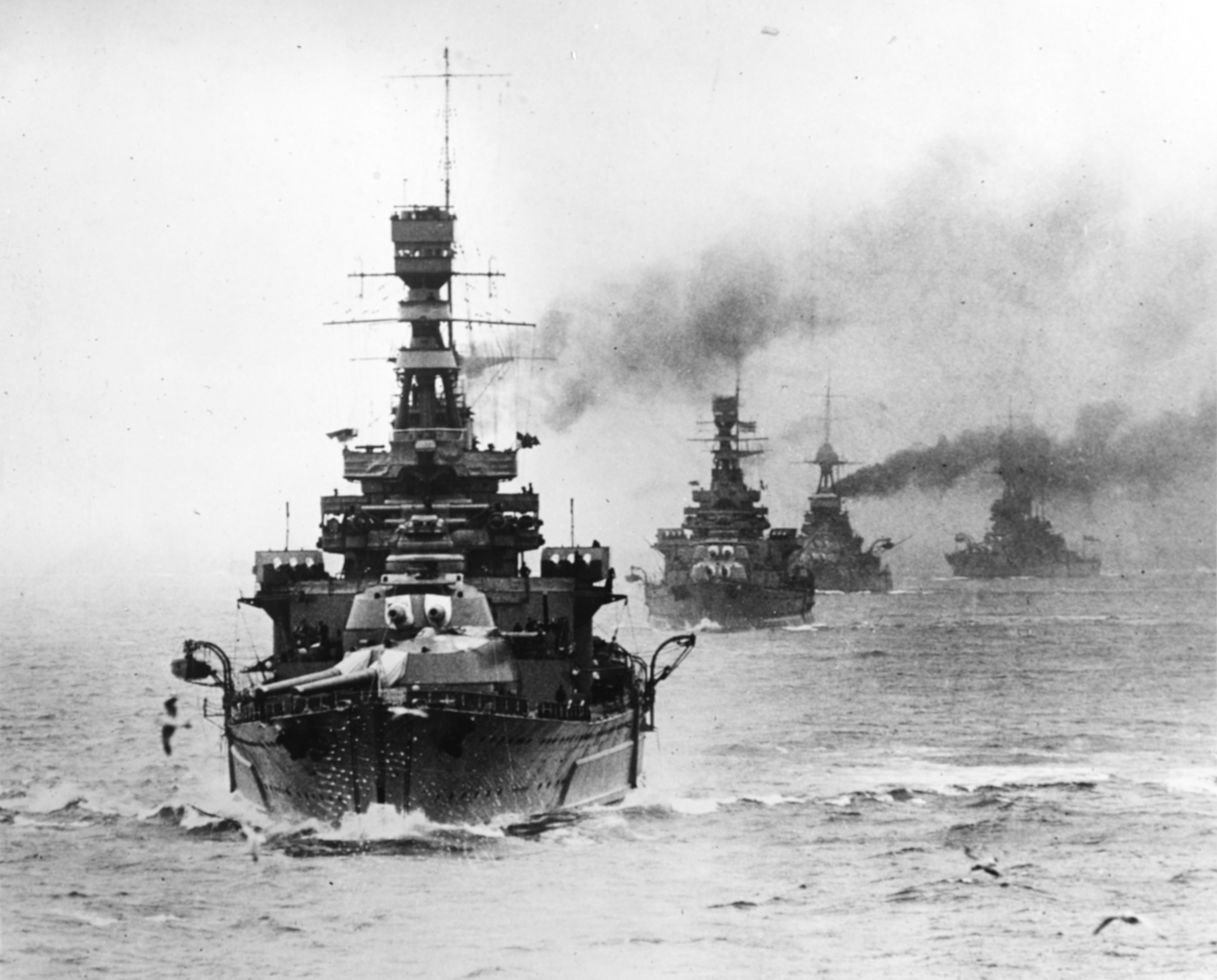
„Repulse” poprzedza „Renown” i inne pancerniki pod koniec lat 20 XX wieku

„Renown” i „Repulse” miały być pierwotnie ulepszoną wersją pancerników typu Revenge. Ich budowę zawieszono po wybuchu I wojny światowej, a gdy admirał Fisher ponownie znalazł się na stanowisku Pierwszego Lorda Morskiego, zaproponował użycie zgromadzonych materiałów do konstrukcji dwóch okrętów klasy krążowników liniowych. Główny Konstruktor Admiralicji (Director of Naval Construction – DNC), sir Eustace d’Eyncourt, stworzył zupełnie nowy projekt, spełniający wymagania lorda Fishera, a stocznie zgodziły się dostarczyć jednostki w ciągu 15 miesięcy. Nie udało im się dotrzymać tego ambitnego planu, ale okręty weszły do służby kilka miesięcy bo bitwie jutlandzkiej w 1916. W momencie wejścia do służby były najszybszymi wielkimi okrętami (capital ship) na świecie.
„Repulse” jako jedyny okręt typu uczestniczył w akcji bojowej podczas I wojny światowej, biorąc udział w II bitwie koło Helgolandu w 1917. Oba okręty były dwukrotnie modernizowane w okresie międzywojennym. W latach 20. poprawiono ich opancerzenie i wprowadzono szereg drobniejszych ulepszeń. Znaczniejszej modernizacji poddano je, zwłaszcza „Renowna”, w kolejnej dekadzie. Obie jednostki brały udział w II wojnie światowej: poszukiwaniach niemieckiego pancernika kieszonkowego „Admiral Graf Spee” w 1939, kampanii norweskiej w 1940 oraz pościgu za Bismarckiem w 1941. „Repulse” został następnie wysłany na Daleki Wschód i zatopiony przez japońskie samoloty pod Kuantanem. „Renown” spędził większość 1940 i 1941 przydzielony do Force H w Gibraltarze eskortując konwoje. Brał udział między innymi w nieudanej operacji Menace, bitwie koło przylądka Spartivento, operacji Excess, bombardowaniu Genui oraz osłonie kolejnego konwoju na Maltę (operacja Tiger). Na krótko przydzielono go do Home Fleet. Zapewniał wsparcie kilku konwojom arktycznym na początku 1942. Powrócił do Force H w związku z operacją Torch. Większość 1943 okręt spędził na remoncie. Transportował premiera Churchilla i jego sztab na i z kilku konferencji z alianckimi liderami. Na początku 1944 „Renown” został przekazany do Floty Wschodniej, wspierał wiele ataków na miejsca okupowane przez Japończyków w Indonezji i wyspach Oceanu Indyjskiego. Okręt wrócił do Home Fleet na początku 1945 i po zakończeniu wojny został umieszczony w rezerwie. Sprzedano go na złom w 1948.
| Nazwa         | Artyleria główna | Opancerzenie | Wyporność | Napęd                               | Służba           | Służba            | Służba                                             |
| Nazwa         | Artyleria główna | Opancerzenie | Wyporność | Napęd                               | Położenie stępki | Wejście do służby | Losy                                               |
| ------------- | ---------------- | ------------ | --------- | ----------------------------------- | ---------------- | ----------------- | -------------------------------------------------- |
| HMS „Renown”  | 6 × 381 mm       | 152 mm       | 32 220 ts | 4 śruby, turbiny parowe, 31,5 węzła | 25 stycznia 1915 | 20 września 1916  | sprzedany na złom w sierpniu 1948                  |
| HMS „Repulse” | 6 × 381 mm       | 152 mm       | 32 220 ts | 4 śruby, turbiny parowe, 31,5 węzła | 25 stycznia 1915 | 14 listopada 1916 | zatopiony przez japońskie samoloty 10 grudnia 1941 |

## TypCourageous

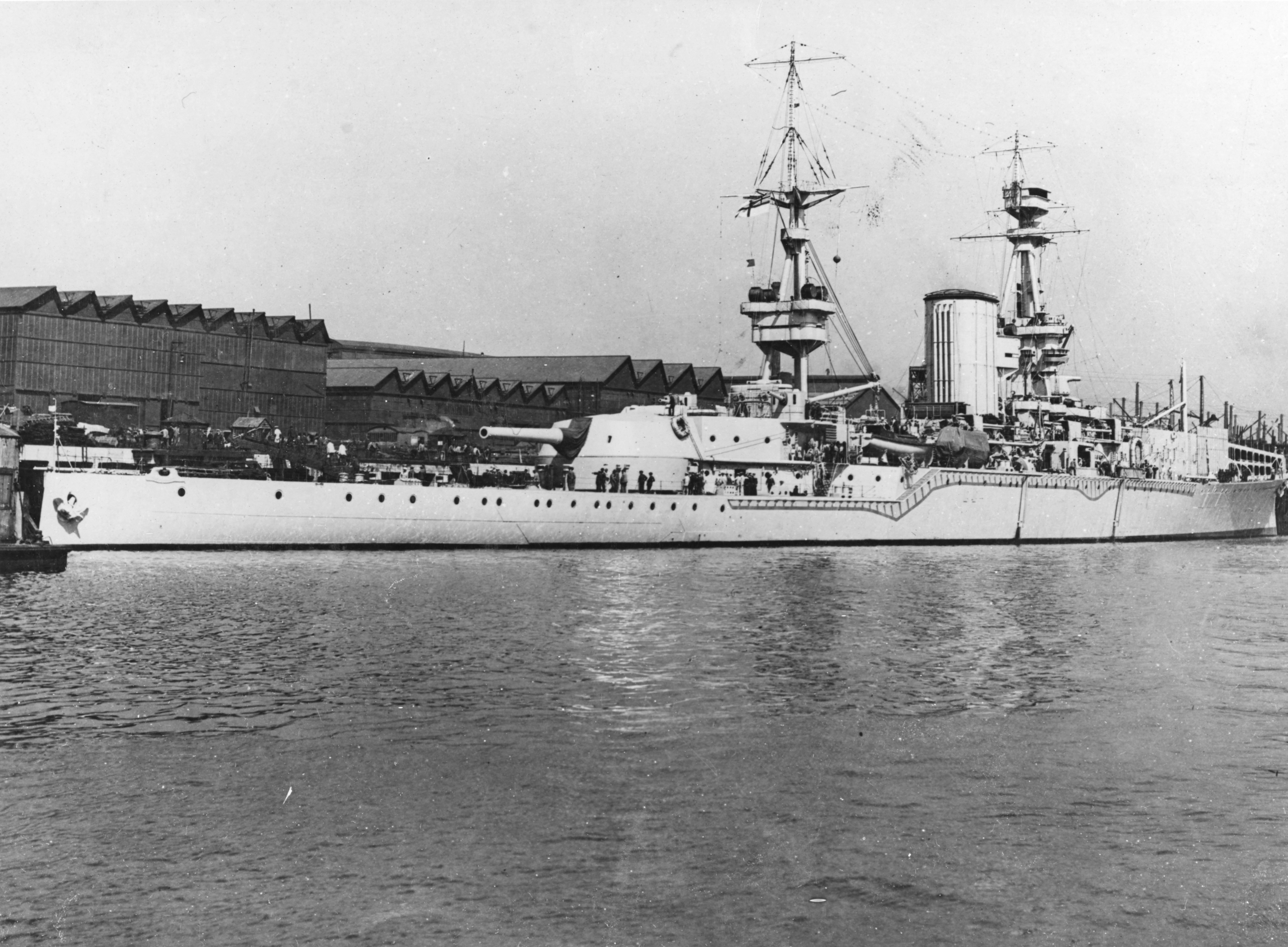
HMS „Furious” po ukończeniu w 1917 z pokładem na dziobie i pojedynczym działem kal. 460 mm na rufie

Typ Courageous składał się z trzech krążowników liniowych określanych jako „wielkie krążowniki lekkie”. Okręty te zostały skonstruowane by wspierać projekt admirała Fishera polegający na desancie na kontynent europejski na bałtyckim wybrzeżu Niemiec. Były szybkie ale bardzo lekko opancerzone i miały jedynie kilka bardzo ciężkich dział. Niewielkie zanurzenie miało pozwalać im na operowanie na płytkich wodach Bałtyku. Było to także odpowiedzią na doświadczenia wojenne. Okręty typu Courageous były pierwszymi wielkimi okrętami (capital ship) brytyjskimi używającymi turbin parowych z przekładniami redukcyjnymi i kotłów wodnorurkowych z opłomkami o małej średnicy. To uczyniło je najszybszymi istniejącymi wielkimi jednostkami, nieznacznie szybszymi nawet od jednostek typu Renown.
Pierwsze dwie jednostki, „Courageous” i „Glorious”, weszły do służby w 1917 i spędziły ostatni okres wojny patrolując Morze Północne. Uczestniczyły w II bitwie koło Helgolandu i były obecne podczas kapitulacji Hochseeflotte rok później. Półsiostrzany „Furious” został zaprojektowany jako jednostka uzbrojona w dwa pojedyncze działa kal. 457 mm, największe w jakie kiedykolwiek został wyposażony okręt Royal Navy. Jednak podczas budowy projekt zmodyfikowano przez zabudowanie pokładu startowego i hangaru w miejscu przedniej wieży artyleryjskiej i jej barbety. Po odbyciu kilku patroli na Morzu Północnym usunięto także tylną wieżę artyleryjską i dodano kolejny pokład lotniczy. Samoloty startujące z tego okrętu zaatakowały bazy sterowców Zeppelina w czasie rajdu na Tondern w lipcu 1918. Wszystkie trzy jednostki zostały przesunięte do rezerwy po zakończeniu wojny, przebudowano je jednak na lotniskowce w latach 20. XX wieku. „Glorious” i „Courageous” zostały zatopione na początku II wojny światowej, a „Furious” został sprzedany na złom w 1948.
| Nazwa            | Artyleria główna | Opancerzenie | Wyporność | Napęd                             | Służba           | Służba               | Służba                                                                           |
| Nazwa            | Artyleria główna | Opancerzenie | Wyporność | Napęd                             | Położenie stępki | Wejście do służby    | Losy                                                                             |
| ---------------- | ---------------- | ------------ | --------- | --------------------------------- | ---------------- | -------------------- | -------------------------------------------------------------------------------- |
| HMS „Courageous” | 4 × 381 mm       | 51 mm        | 22 560 ts | 4 śruby, turbiny parowe, 32 węzły | 28 marca 1915    | 28 października 1916 | zatopiony przez niemiecki okręt podwodny U-29 17 września 1939                   |
| HMS „Glorious”   | 4 × 381 mm       | 51 mm        | 22 560 ts | 4 śruby, turbiny parowe, 32 węzły | 1 maja 1915      | 14 października 1916 | Zatopiony przez niemieckie pancerniki „Scharnhorst” i „Gneisenau” 8 czerwca 1940 |
| HMS „Furious”    | 2 × 457 mm       | 51 mm        | 22 890 ts | 4 śruby, turbiny parowe, 32 węzły | 8 czerwca 1915   | 26 czerwca 1917      | sprzedany na złom 15 marca 1948                                                  |

## TypAdmiral

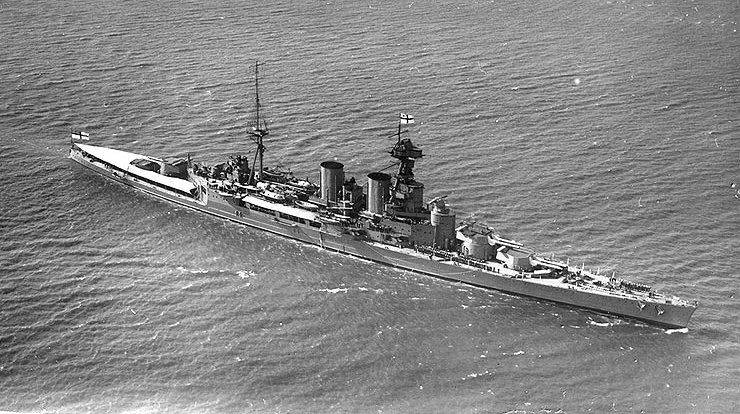
HMS „Hood” w 1924

Krążowniki liniowe typu Admiral miały być pierwotnie ulepszoną wersją pancerników typu Queen Elizabeth, ale zostały przekształcone na krążowniki liniowe po tym jak admirał John Jellicoe (dowódca Grand Fleet) stwierdził, że nie ma potrzeby posiadania kolejnych pancerników. W międzyczasie Niemcy położyły stępki nowych krążowników liniowych, które były lepsze od większości brytyjskich odpowiedników. Na skutek tego brytyjski projekt został zmieniony w taki sposób, by lepiej zwalczać nowe jednostki niemieckie. Typ miał składać się z jednostek o nazwach „Hood”, „Anson”, „Howe”, „Rodney” – wszystkie pochodziły od nazwisk znanych admirałów. Jednak budowę ostatnich trzech wstrzymano, ponieważ stwierdzono, że surowce i robotnicy bardziej przydadzą się przy budowie statków handlowych i jednostek eskortowych. Projekt krążowników został ulepszony by wykorzystać doświadczenia bitwy jutlandzkiej, ale Admiralicja w końcu stwierdziła, że lepiej będzie, gdy projektanci rozpoczną pracę od początku. Budowa jednostek została przerwana w 1919.
Budowa „Hooda” była jednak na tyle zaawansowana, że jednostkę ukończono w 1920. Stała się jednostką flagową Eskadry Krążowników Liniowych brytyjskiej Floty Atlantyku. W latach 1923–1924 okręt, w towarzystwie „Repulse” i kilku krążowników typu D odbył rejs dookoła świata. 23 kwietnia 1937, po rozpoczęciu hiszpańskiej wojny domowej, eskortował trzy brytyjskie statki handlowe do Bilbao, pomimo że w pobliżu znajdował się należący do nacjonalistów krążownik „Almirante Cervera” blokujący port. „Hood” spędził większość początkowej fazy II wojny światowej prowadząc patrole tropiące niemieckie rajdery oraz eskortując konwoje. Jako okręt flagowy Force H bazował w Gibraltarze. Bombardował francuskie okręty w czasie ataku na Mers-el-Kébir. W maju 1941 „Hood” wraz z pancernikiem „Prince of Wales” otrzymał rozkaz przechwycenia niemieckiego pancernika „Bismarck” i ciężkiego krążownika „Prinz Eugen”, gdy te próbowały przedostać się na północny Atlantyk. Podczas bitwy w Cieśninie Duńskiej tylny magazyn amunicji na „Hoodzie” eksplodował, zatapiając jednostkę w kilka minut od rozpoczęcia starcia.
| Nazwa        | Artyleria główna | Opancerzenie | Wyporność | Napęd                              | Służba               | Służba                         | Służba                                                      |
| Nazwa        | Artyleria główna | Opancerzenie | Wyporność | Napęd                              | Położenie stępki     | Wejście do służby              | Losy                                                        |
| ------------ | ---------------- | ------------ | --------- | ---------------------------------- | -------------------- | ------------------------------ | ----------------------------------------------------------- |
| HMS „Hood”   | 8 × 381 mm       | 305 mm       | 46 680 ts | 4 śruby, turbiny parowe, 31 węzłów | 1 września 1916      | 15 maja 1920                   | zatopiony 24 maja 1941 przez niemiecki pancernik „Bismarck” |
| HMS „Anson”  | 8 × 381 mm       | 305 mm       | 46 680 ts | 4 śruby, turbiny parowe, 31 węzłów | 9 listopada 1916     | budowa zawieszona w marcu 1917 | budowa anulowana 27 lutego 1919                             |
| HMS „Howe”   | 8 × 381 mm       | 305 mm       | 46 680 ts | 4 śruby, turbiny parowe, 31 węzłów | 16 października 1916 | budowa zawieszona w marcu 1917 | budowa anulowana 27 lutego 1919                             |
| HMS „Rodney” | 8 × 381 mm       | 305 mm       | 46 680 ts | 4 śruby, turbiny parowe, 31 węzłów | 9 października 1916  | budowa zawieszona w marcu 1917 | budowa anulowana 27 lutego 1919                             |

## Typ G3
Krążowniki liniowe typu G3 były planowane jako odpowiedź na programy rozbudowy sił morskich zapoczątkowane przez Stany Zjednoczone i Japonię. Cztery jednostki tego typu miały być większe, szybsze i ciężej uzbrojone w porównaniu do wszystkich istniejących pancerników (jednak kilka projektowanych jednostek miało być większych). Były klasyfikowane jako krążowniki liniowe z powodu wyższej prędkości maksymalnej i mniejszej siły ognia w porównaniu do planowanych pancerników typu N3. Jednostki typu G3 miały być wyposażone w dziewięć dział kal. 406 mm i miały osiągać prędkość 32 węzłów, podczas gdy jednostki typu N3 miały być uzbrojone w dziewięć dział kal. 457 mm przy tej samej wyporności, co miało być okupione mniejszą prędkością. Podczas gdy oficjalnie były oznaczane jako „krążowniki liniowe”, czasem określa się je mianem „szybkich pancerników”.
Projekt G3 został zatwierdzony przez Radę Admiralicji 12 sierpnia 1921. Zamówienia złożono w październiku i listopadzie, ale pod koniec listopada zostały zawieszone w związku z rozpoczęciem konferencji waszyngtońskiej. Ta ograniczyła wyporność nowych jednostek do 35 000 ton.
| Nazwa              | Artyleria główna | Opancerzenie | Wyporność | Napęd                              | Służba                          | Służba                 |
| Nazwa              | Artyleria główna | Opancerzenie | Wyporność | Napęd                              | Położenie stępki                | Losy                   |
| ------------------ | ---------------- | ------------ | --------- | ---------------------------------- | ------------------------------- | ---------------------- |
| Krążowniki typu G3 | 9 × 406 mm       | 356 mm       | 53 909 ts | 4 śruby, turbiny parowe, 31 węzłów | Zamówienie 26 października 1921 | anulowanie – luty 1922 |